# Gleb Maksimilianovič Kržižanovskij
Gleb Maksimilianovič Kržižanovskij (in russo Глеб Максимилианович Кржижановский?; Samara, 24 gennaio 1872, 12 gennaio del calendario giuliano – Mosca, 31 marzo 1959) è stato un rivoluzionario, politico e ingegnere russo e sovietico.

## Biografia
Attivo nel movimento socialdemocratico russo dal 1893, si laureò l'anno successivo presso l'Istituto tecnico di San Pietroburgo. Nel 1895 fu arrestato e poi condannato al confino. Liberato nel 1900, dal 1903 al 1904 fu membro del Comitato Centrale del Partito Operaio Socialdemocratico Russo eletto al II Congresso. Tra il 1912 e il 1917 diresse una centrale elettrica del Governatorato di Mosca e poi fu il responsabile dei rifornimenti del Soviet della stessa città. Nel 1919 (e poi dal 1930 al 1932) presiedette il reparto energetico del Consiglio superiore dell'economia nazionale, nel 1920 la Commissione per l'elettrificazione della Russia, dal 1921 al 1923 e dal 1925 al 1930 il Gosplan della RSFS Russa prima e dell'Unione Sovietica poi. Fu membro dal 1924 al 1939 del Comitato Centrale del PCU(b) e dal 1929 al 1939 fu vicepresidente dell'Accademia delle Scienze dell'URSS, di cui diresse l'Istituto energetico dal 1930 fino alla morte. Dal 1932 al 1936 fu inoltre presidente del Comitato per l'educazione superiore tecnica presso il Comitato esecutivo centrale dell'URSS e vicecommissario del popolo per l'istruzione.